# كولمان غريفيث
كولمان غريفيث (بالإنجليزية: Coleman Griffith)‏ هو عالم نفس أمريكي، ولد في 22 مايو 1893 في جوثري سنتر في الولايات المتحدة، وتوفي في 7 فبراير 1966 في أوربانا في الولايات المتحدة.